# منزل مفتوح (اختلال ضال)
«منزل مفتوح» (بالإنجليزية: Open House)‏ هي الحلقة الثالثة للموسم الرابع من مسلسل إيه إم سي التلفزيوني الدرامي اختلال ضال. كتبها سام كاتلين وأخرجها ديفيد سليد، تم بثها على إيه إم سي في 31 يوليو 2011.

## وصلات خارجية
- «منزل مفتوح» على إيه إم سي (بالإنجليزية)
- «منزل مفتوح» على قاعدة بيانات الأفلام على الإنترنت (بالإنجليزية)